# 賢所
賢所（かしこどころ、けんしょ）とは、日本の天皇が居住する宮中において、三種の神器の一つであり、天照大神の御霊代（神体）とする神鏡（八咫鏡）を祀る場所。現在の皇居においては宮中三殿の一つである。
近代以前には内侍所（ないしどころ）とも呼ばれた。

## 概要
宮中三殿は南面して建てられており、中央が賢所、西が皇霊殿、東が神殿である。賢所は三殿の中で最も高貴な建物とされており、他の二殿よりも床が一尺ほど高く設計されている。それぞれ外陣（皇族のみが入ることが許される部屋）、内陣（天皇・皇后のみが入ることが許される部屋）、内々陣（天照大神を祀る部屋）に分かれており、賢所の内陣には2基の常夜灯がある。
歴史的には内侍所（ないしどころ）とも称され、「かしこどころ」には「恐所」・「畏所」・「威所」・「尊所」・「貴所」など種々の文字が当てられた。
内掌典によって毎早朝日供が行われ、天皇に差し遣わされた侍従による代拝（→毎朝御代拝）の神事が毎朝一日も欠かすことなく行われ、1日の旬祭には天皇陛下の御拝礼、10月の神嘗祭賢所の儀（大祭）、12月の賢所御神楽の儀（小祭）など、様々な神事が行われている。

## 歴史
天照大神から授けられた宝鏡は、「同床共殿」神勅により、皇孫以来代々皇居内に奉安されてきた。『日本書紀』によれば、第十代崇神天皇の代に「共住不安」として、神鏡を皇居外に移して祀ることになったという。また『古語拾遺』によると、その際に宮中で祀るための神鏡の分身を改めて鋳造し宮中に祀ることになったという。
平安時代中期以降、内裏の焼失等の理由で里内裏が定められたが、それに伴って賢所も移動し、適宜の殿舎が充てられた。
さらに後世には春興殿に賢所が移され、その記述がある洞院実熙の『名目抄』から室町時代の初期には春興殿が賢所となっていたとみられる。
室町時代以降は内侍所は禁裏小番という輪番で務める公家達によって天皇と共に警護された。
応仁の乱が勃発すると避難先の室町殿内の南庭の南東の角に内侍所が建設されて、内侍所御神楽の神事が他の朝儀に先駆けて再興された。そこには天皇の職務の第一は賢所（内侍所）の神事だという明確な優先順位が見られる。
貞享・元禄期以降の江戸時代には、節分の日に内侍所の庶民の参詣も許され、多くの参詣人で賑わったという。
明治初期に東京に遷り、明治4年（1871年）9月の詔によって、賢所を含む神殿が造営されることになった。